# スニヤエフ・ゼルドビッチ・アレイ
スニヤエフ・ゼルドビッチ・アレイ (Sunyaev-Zel'dovich Array ; SZA)は、アメリカ合衆国カリフォルニア州に設置された電波望遠鏡アレイ（電波干渉計）であり、銀河団の検出を目的に、宇宙マイクロ波背景放射 (Cosmic Microwave Background ; CMB)の観測を行なっている。設計と天文学的な目標は、アークミニット・マイクロケルビン・イメージャー (Arcminute Microkelvin Imager) と同様である。観測は2005年4月に開始された。

## 概要
観測的宇宙論におけるここ数年で最も重要な進展の一つは、宇宙の膨張を加速しているエネルギーをCMBの観測と超新星の研究を通して検出したことである。暗黒物質 (dark matter)とのアナロジーでダークエネルギーと名づけられたものは（もっともこの名称は、この意味よりは、むしろ、われわれがこれについて無知であるということを表している）、宇宙エネルギー勘定の支配的な構成要素であり、宇宙の総エネルギーのおおよそ70%を占めると考えられている。
ダークエネルギーを直接観測することができないにもかかわらず、われわれは、それが宇宙の構造形成に与える影響から、その基本的な性質を予測することができる。ちょうど生態学者が、動物の個体数の時間的な変化から、食糧供給について知ることができるのと同じように、物理学者たちは、宇宙の住民（この場合は銀河団）の個体数の統計を研究することにより、ダークエネルギーについて知ることができる。
他の全ての個体数調査と同様、適切な対象のグループを見つけ、（その要素の）選択方法が招く可能性のある、選択に起因するバイアスの量を適切に評価しなければならない。
SZAという名前は、それが銀河団を検出する方法（スニヤエフ・ゼルドビッチ効果 (SZE) として知られる、CMB光子が、銀河団の中央部にあるイオン化された高温ガスの中を通過する際に受ける散乱現象）にちなんでいる。簡単に言えば、CMBをバックライトとして、銀河団がそれに対して投げかける影から、その姿を見ることができるのである。
銀河団は、銀河団自身の光ではなく、CMBが供給する一様な照明との相互作用によるSZEを通じて検出されるので、検出は銀河団の赤方偏移とは無関係になる； つまり、SZAで観測可能な程度には十分重い銀河団はすべて、それがいかなる遠方にあっても検出できるということである。これはSZAは（そして実際、SZEを銀河団の検出に用いるいかなる実験も）、検出しきい値以上の全ての銀河団（銀河団が形成された時刻にまで遡って全て）が検出可能であることを意味する。

## 実験
実験は、単純に、選択された宇宙の一領域の信号を、深く（長時間にわたり）積分するという方法から成っており、2005年の秋から本格的に始動している。原理的には、最小検出質量は、有効な積分時間とサーベイされた宇宙の広さの単純な関数となるはずである（積分時間が長くなれば感度は向上し、観測範囲が広くなればターゲットごとの積分時間は短くなって感度は低下する）。しかし実際には、サーベイの質量しきい値は、個々の銀河団内部のガスの分布状態と運動状態の細部の影響も受ける。最初のサーベイは 30 GHzで始められたが、これらの2次的効果は多数の波長で調査され、最初はSZA自身で、その後はCARMA (SZAもこれに統合されることになる) により、高解像度の追跡調査が行なわれる予定である。フルセットの干渉計は、2005年2月に設置された。その後、試験観測、春と夏に行なわれたターゲットを絞った科学観測を経て、SZAは2005年秋から、約12°四方のブランク・フィールド（近くの天体が見えていない星野の暗い部分）サーベイを行なっている。

## 観測機器
SZAは単体の望遠鏡ではなく、8基の望遠鏡が同時に稼動して1基の干渉計を構成する。干渉計は、1つのディシュが集める総電力を測ることによって通常の望遠鏡と同様な方法で光（電磁波）を検出するわけではない。そのかわりに、対になっている望遠鏡に降る電波エネルギーの相互の差を見ている。水面の波と同じように、光の波はお互いに干渉でき、波が強めあうように干渉する場所では強く、弱めあうあうように干渉する場所では無振幅というように、複雑なパターンを作り出す。
電波は信号源から望遠鏡集合体に一様に降るので、干渉計はこの干渉パターンを検出できる（従ってこの名称なのである）。信号源の星野上の構造は、干渉パターンから推定することができる（これは、池に石を投げ込み、できる波のパターンからその石の大きさや形状を推定するのに、非常に似ている）。
干渉計の本来の分解能は、伝統的な単一の光学望遠鏡とちがい、個々の望遠鏡の大きさには依存せず、その設置間隔に依存する。設置間隔が長い一連の望遠鏡は、星野の小規模構造に対して高い感度を与え、設置間隔が短いものは、逆に大規模構造に対して感度が高い。SZAの8基の望遠鏡は、6基からなるコンパクトアレイと、2基の外側設置望遠鏡に分割できる。前者は、銀河団からの（大スケール）放射で最大の感度を与え、後者は点状信号源からの（小スケール）放射に対して最大の感度を示す。従ってSZAは、銀河団検出マシーンと、点状信号源減殺器（明るい電波源からの汚染信号をきれいに取り除くために用いられる）という、2つの観測機器を一つにまとめたものである。